# Teologia sistemática
A teologia sistemática, que engloba ramos como a teologia doutrinal, a teologia dogmática e a teologia filosófica, é a disciplina da teologia cristã que formula uma descrição ordenada, racional e coerente da fé e crenças cristãs. Ela reúne as informações extraídas da pesquisa teológica, organiza-as em áreas afins, explica as aparentes contradições e, com isso, fornece um grande sistema explicativo (diferentemente da teologia histórica ou da teologia bíblica).
A teologia sistemática está também associada por vezes à apologética cristã, que serve para, no confronto teológico entre diferentes religiões e heresias, defender a doutrina da confissão cristã em causa.

## História
A tentativa de organizar as variadas ideias da religião cristã (e os vários tópicos e temas de diversos textos da Bíblia) em um sistema simples, coerente e bem-ordenado é uma tarefa relativamente recente. Na ortodoxia oriental, um exemplo antigo é a Exposição da Fé Ortodoxa, de João de Damasco (feita no século VIII), na qual se tenta organizar, e demonstrar a coerência, a teologia de textos clássicos da tradição teológica oriental. 
No Ocidente, as Sentenças de Pedro Lombardo (no século XII), em que é coletada uma grande série de citações dos Pais da Igreja, tornou-se a base para a tradição de comentário temático e explanação da escolástica medieval -- cujo grande exemplo é a Suma Teológica de Tomás de Aquino. A tradição protestante de exposição temática e ordenada de toda a teologia cristã (ortodoxia protestante) surgiu no século XVI, com os Loci Communes de Filipe Melanchton e as Institutas da Religião Cristã de João Calvino.
No século XIX, especialmente em círculos protestantes, um novo modelo de teologia sistemática surgiu: uma tentativa de demonstrar que a doutrina cristã formava um sistema coerente baseado em alguns axiomas centrais. Alguns teólogos se envolveram, então, numa drástica reinterpretação da fé tradicional com o fim de torná-la coerente com estes axiomas. Friedrich Schleiermacher, por exemplo, produziu Der christliche Glaube nach den Grundsatzen der evangelischen Kirche (A fé cristã de acordo com os princípios da Igreja Protestante), na década de 1820, onde a ideia central é a presença universal em meio à humanidade (algumas vezes mais oculta, outras, mais explícita) de um sentimento ou consciência de "absoluta dependência"; todos os temas teológicos são reinterpretados como descrições ou expressões de modificações deste sentimento.

## Na perspectiva católica
Segundo a Igreja Católica, a teologia sistemática é dividida em dois ramos principais: 
- a teologia dogmática ou fundamental, que "expõe e estuda, sistematicamente, as verdades fundamentais da Fé", que são "verdades eternas e obrigatórias para todos os cristãos, nos seus aspectos materiais e formais";
- a teologia moral, "que estuda os preceitos éticos contidos na doutrina revelada, aplicando-os ao cotidiano da vida do homem e da Igreja".[1]

## Locida teologia sistemática
Um locus (do latim, lugar; plural loci) é uma área específica de estudo da teologia sistemática. Os loci clássicos são:

### Católica Romana
- Prolegômenos ou Teologia fundamental
- Teontologia (ou Teologia propriamente dita)
- Cristologia
- Pneumatologia
- Mariologia
- Josefologia
- Eclesiologia
- Escatologia
- Soteriologia
- Hamartiologia
- Antropologia teológica
- Angelologia
- Demonologia
- Hagiologia
- Patrologia
- Patrística

### Protestante[2]
- Geografia bíblica
- Homilética
- Hermenêutica
- Missiologia
- Heresiologia
- Bibliologia
- Teontologia (ou Teologia propriamente dita)
- Angelologia
- Antropologia teológica
- Cristologia
- Pneumatologia
- Eclesiologia
- Escatologia
- Soteriologia
- Demonologia
- Hamartiologia